# Ибаньес, Хавьер
Хавьер Ибаньес Диас (исп. Javier Ibáñez Díaz; род. 14 июля 1996, Матансас, Куба) — болгарский боксёр-любитель кубинского происхождения, выступающий в легчайшей и в полулёгкой весовых категориях. Входит в национальную сборную Болгарии по боксу, ранее входил в сборную Кубы по боксу, чемпион Европейских игр (2023), двукратный призёр чемпионата Европы (2022, 2024), серебряный призёр Панамериканского чемпионата (2017), многократный чемпион и призёр национального чемпионата Болгарии, чемпион Юношеских Олимпийских игр (2014), и чемпион мира среди молодежи (2014), многократный победитель и призёр международных и национальных турниров в любителях. Почётный гражданин Софии (2024).

## Биография
Хавьер Ибаньес Диас родился 14 июля 1996 года в Матансасе, на Кубе.
Затем, уже будучи сформировавшимся спортсменом, после 2018 года вместе кубинским тренером переехал в Болгарию и стал натурализованным гражданином Болгарии.

## Любительская карьера
В апреле 2014 года, в 18-летнем возрасте, стал чемпионом мира в весе до 56 кг на 4-м чемпионате мира по боксу среди молодежи в Софии (Болгария). Где он в финале единогласным решением судей (счёт: 3:0) победил казахстанского боксёра Султана Заурбека.
В августе 2014 года стал Олимпийским чемпионом в весе до 56 кг на 2-х летних Юношеских Олимпийских играх в Нанкине (Китай). Где он в финале единогласным решением судей (счёт: 3:0) победил болгарина Душко Благовестова.
В 2016—2017 годах выступал в полупрофессиональной лиге World Series of Boxing, защищая честь команды «Кубинские укротители» в весе до 56 кг. Где провёл не менее 7-ми боёв, одержав четыре победы и потерпев три поражения: например по очкам раздельным решением судей (1:2) проиграв опытному узбеку выступающему в команде «Узбекские Тигры» Муроджону Ахмадалиеву.
В июне 2017 года в городе Тегусигальпа (Гондурас) стал серебряным призёром на континентальном Панамериканском чемпионате по боксу, в весе до 56 кг, где он в финале проиграл опытному доминиканцу Леонелю Де лос Сантосу.

### 2021—2022 годы
В феврале 2021 года стал победителем в весе до 57 кг представительного международного турнира «Странджа» проходившего в Софии (Болгария), где он в финале по очкам единогласным решением судей (5:0) победил молдаванина Дорина Букша.
В начале ноября 2021 года в Белграде (Сербия), в составе болгарской сборной стал четвертьфиналистом на чемпионате мира в категории до 57 кг. Где он в 1/32 финала по очкам (5:0) победил афганца Хасибуллу Маликзада, затем в 1/16 финала досрочно победил хорвата Филипа Колака, затем в 1/8 финала по очкам (3:0) победил колумбийца Илмара Гонсалеса Ландазури, но в четвертьфинале по очкам раздельным решением судей (2:3) проиграл французу Самуэлю Кистохарри, — который в итоге стал бронзовым призёром чемпионата мира 2021 года.
В феврале 2022 года стал серебряным призёром на представительном международном турнире «Странджа» проходившем в Софии (Болгария), где он в финале по очкам раздельным решением судей (1:4) проиграл опытному узбеку Абдумалику Халокову.
В мае 2022 года стал бронзовым призёром на чемпионате Европы в Ереване (Армения), в весе до 57 кг, где он в полуфинале раздельным решением судей (2:3) проиграл армянину Артуру Базеяну, — который в итоге стал серебряным призёром чемпионата Европы 2022 года.

### 2023—2024 годы
В феврале 2023 года вновь стал победителем в весе до 57 кг представительного международного турнира «Странджа» проходившего в Софии (Болгария), где он в финале по очкам раздельным решением судей (4:1) победил казахстанского боксёра Оразбека Асылкулова.
В мае 2023 года в Ташкенте (Узбекистан), вновь стал четвертьфиналистом на чемпионате мира в категории до 57 кг. Где он в 1/16 финала по очкам (5:0) победил гватемальца Хуана Рейеса, затем в 1/8 финала по очкам (3:1) победил азербайджанца Умида Рустамова, но в четвертьфинале по очкам раздельным решением судей (3:4) проиграл индийскому боксёру Мохаммаду Хуссамуддину, — который в итоге стал бронзовым призёром чемпионата мира 2023 года.
А в июне 2023 года стал чемпионом III-х Европейских игр в Кракове (Польша), в весе до 57 кг, и завоевал лицензию на Олимпийские игры 2024 года. Где он в четвертьфинале по очкам (5:0) победил армянина Артура Базеяна, затем в полуфинале по очкам (4:1) победил шведа Набиля Ибрагима, и в финале единогласным решением судей (5:0) победил опытного испанца Хосе Кильеса.
В апреле 2024 года, в Белграде (Сербия) стал серебряным призёром чемпионата Европы в весе до 57 кг, где он в полуфинале из-за травмы соперника победил опытного француза Самуэля Кистохарри, но в финале проиграл россиянину Эдуарду Саввину.